# Schiffbrücke (Flensburg)

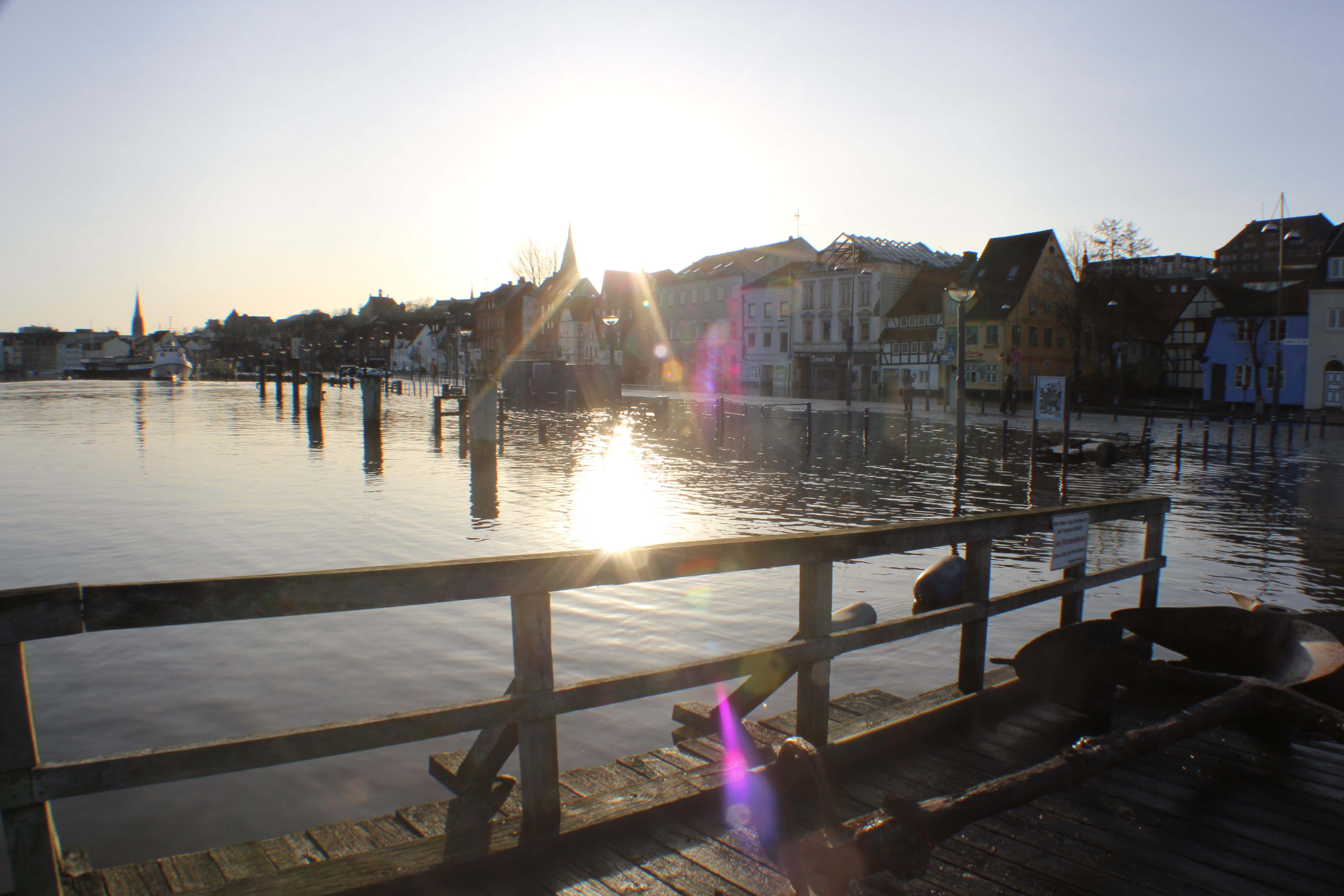
Januar 2012: Hochwasser an der Schiffbrücke in Höhe des Herrenstalls

Die Schiffbrücke (auch Küste oder Goldküste genannt; dänisch Skibbroen; Petuh Schippsbrüch) ist eine alte Straße am Flensburger Hafen, am Rande der Flensburger Innenstadt. Sie gilt als älteste Einkaufsstraße der Stadt. Im Laufe der Zeit hat sie sich zudem zu Flensburgs traditioneller Amüsier- und Partymeile gewandelt. Zur Straße gehört auch der Schiffbrückplatz (heute Willy-Brandt-Platz). Die dortigen Anlegekais sind Teil des Historischen Hafens und Ausgangspunkt von Ausflugsfahrten auf die Flensburger Förde.

## Geschichte

### Anlegekais und Seehandel im Mittelalter

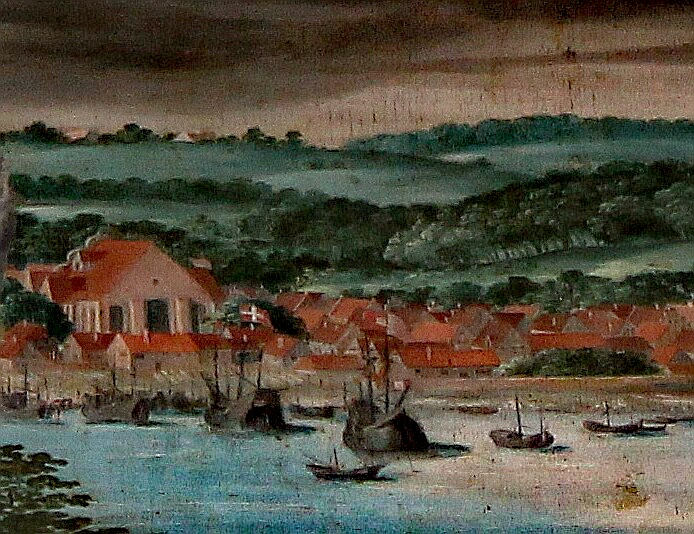
Die Schiffbrücke mit der Marienkirche im Hintergrund (1591)

Im Mittelalter befand sich der Bereich des Flensburger Hafens primär am Westufer, unterhalb der Kirchspiele St. Nikolai, St. Marien und St. Gertrud. Dort am Wasser unterhalb der Kirchspiele, im Bereich unterhalb der St. Marienkirche bis ungefähr zur Höhe des Nordertores, entstand mit der Schiffbrücke ein Anlegekai. Der Name der Schiffbrücke ist erstmals für das Jahr 1408 bezeugt. Im Erdbuch, einem alten Grundbuch Flensburgs, wird sie 1436 als „Schipbrügge“ erwähnt. Flensburgs Schiffbrücke ist, wie der Name verrät, eine Schiffbrücke, also ein gepflasterter Ladeplatz mit Befestigung des Hafenufers, so dass eine richtige Brücke oder Pontonbrücke hier niemals gestanden hat. – Über Jahrhunderte war Flensburgs Hafen ein äußerst wichtiger Faktor für das Wachstum von Flensburg. Am Hafen und insbesondere an der Schiffbrücke, wo Schiffe mit sehr viel Tiefgang anlegen konnten, wurden Güter angelandet und Handel getrieben. Nicht weit entfernt von der Schiffbrücke lag zudem der Nordermarkt, wo ebenfalls Handel getrieben wurde. Dennoch blieb in Flensburg auch in der Zeit der Dominanz der Hanse die Bedeutung des Seehandels hinter der des Landhandels zurück.

### Ausbau des Hafens
Im 15. Jahrhundert stand an der Schiffbrücke schon das Kompagnietor, ein Tor der Flensburger Stadtbefestigung, das im 17. Jahrhundert erneuert wurde und als Versammlungsstätte der Flensburger Schiffer (Schiffergelage) diente. Im Laufe der Zeit wurde die Schiffbrücke ausgebaut. Der älteste Teil, die Süderbrücke, reicht vom Schiffbrückplatz bis zur Neuen Straße (Nygade), wo der Flake Turm (Flake Torm) stand. Von dort an beginnt der neue Teil, die Norderbrücke, die bis zum Grönlandgang (Grønlandsgang) reicht. Mit dem Niedergang der Hanse im 16. Jahrhundert entwickelte sich Flensburg zu einer bedeutsamen Hafenstadt. Im 16. und bis ins 17. Jahrhundert wurde an der Süderbrücke hauptsächlich Fisch und Stückgut, an der Norderbrücke Holz, Kohle, Eisen umgeschlagen. Im nördlichen Abschnitt der Schiffbrücke, wo sich heute die Museumswerft Flensburg befindet, befanden sich schon damals Werften. Im 17. Jahrhundert bis ins 18. Jahrhundert hatte der Westindienhandel für Flensburg wesentliche Bedeutung (siehe Dänisch-Westindien). So wurden Rohrzucker, Roh-Rum, Tabak, Tropenholz, Baumwolle, Ingwer sowie Indigofarbstoff importiert. Aus dem Roh-Rum, der bei der Verarbeitung von Zuckerrohr zu Rum entstanden war, wurde in Flensburg durch Zusatz von Wasser und Branntwein zu einem genießbaren Getränk. Der Flensburger Rum begründete den Ruf Flensburgs als „Rumstadt“. Umgekehrt exportierte man beispielsweise Butter, Fleisch, Mehl, weißen Zucker (den man aus dem importierten brauen Rohrzucker gewonnen hatte), Messer für die Zuckerrohrernte sowie Kleidung für die in Dänisch-Westindien schuftenden Sklaven.

### Fördeschifffahrt im 19. Jahrhundert

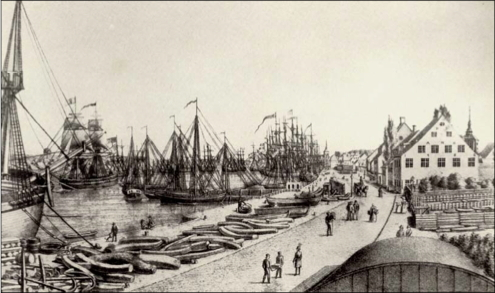
Flensburg Schiffbrücke (1833)

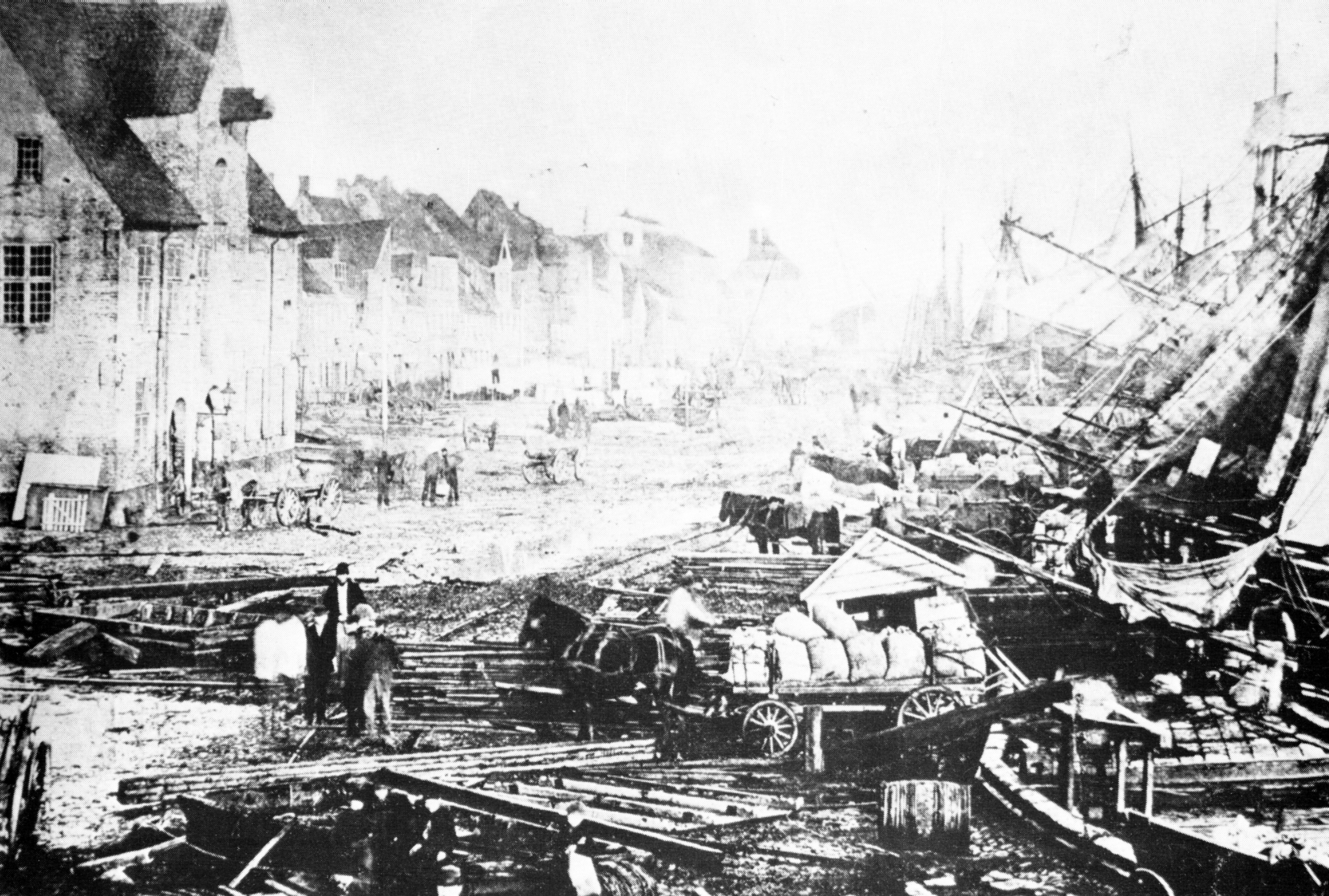
Die verwüstete Schiffbrücke mit dem Kompagnietor nach dem Ostseesturmhochwasser am 13. November 1872

Im 19. Jahrhundert gewannen Dampfschiffe an Bedeutung. Ab 1840 existierte an der Schiffbrücke ein Anlegekai für eine Fährverbindung nach Kopenhagen. 1854 wurde die Strecke der Flensburger Hafenbahn entlang der Schiffbrücke verlegt. Die Flensburger Hafenbahn stellt mittlerweile die älteste, heute noch erhaltene Bahntrasse Deutschlands dar, ist aber heutzutage durch den Rückbau und fehlende Abstellgleise stark gefährdet. – In den 1850er Jahren verlor der Großhandel, die Schifffahrt sowie die mit diesen beiden Bereichen verbundenen Industrie, ihre herausragende Stellung in der Stadt. Unternehmen mittlerer Größe und moderne Fabriken entstanden in dieser Zeit und gewannen ihn ihrer Gesamtheit an Bedeutung. 1866 begründete Friedrich Mommse Bruhn mit seiner Seeadler die Flensburger Fördeschifffahrt, also den Linienverkehr zwischen den einzelnen Orten an der Flensburger Förde. Am 13. November 1872 wurden Hafen und Schiffbrücke durch das Ostseesturmhochwasser verwüstet.

### Hafenbetrieb zum Ende des 19. Jahrhunderts
1886 eröffnet der Schiffszimmermann Reinhold Henningsen ein Restaurant an der Schiffbrücke und begründete damit eine über 120 Jahre lange Tradition. Nach seinem Sohn erhielt es später den Namen Piet Henningsen. – Zum Ende des 19. Jahrhunderts hatte sich das Stadtbild Flensburgs mittlerweile stark verändert. Auf der Höhe der Neuen Straße wurden nun große Frachter (die beispielsweise Reis geladen hatten) entladen. Weiter nördlich wurde Holz entladen, ein weiteres Stück nördlich Fisch, danach folgten Kohle, es folgte ein Anleger für fremde Passagierdampfer sowie ein Löschplatz für Kalk und Petroleum. Die starke Betriebsamkeit führte zu einem höheren Lebensstandard in Flensburg. Den Flensburgern ging es um 1900 wesentlich besser als um 1850.

### Die Schiffbrücke zu Beginn des 20. Jahrhunderts

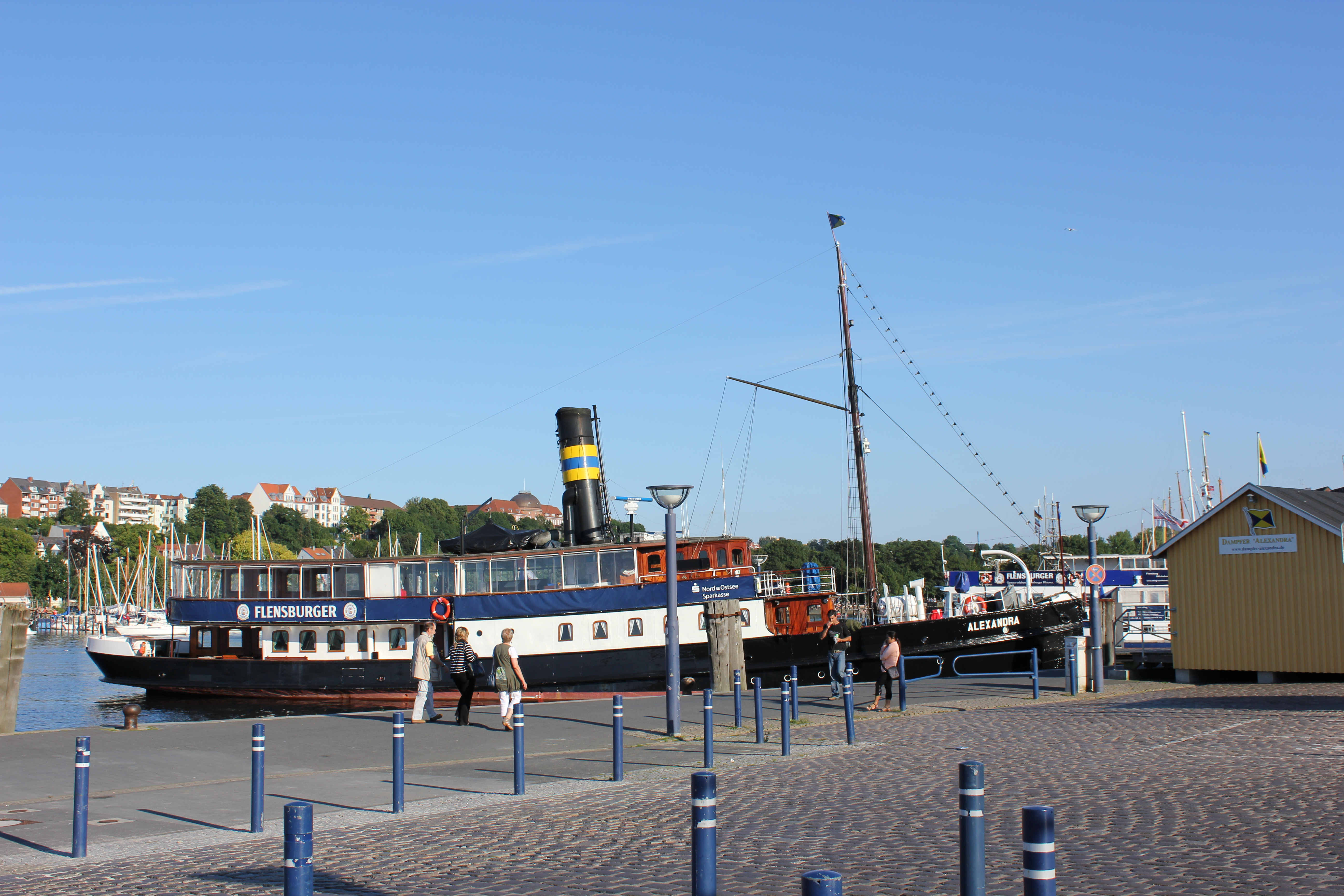
Der Salondampfer Alexandra von 1908 hat einen ständigen Liegeplatz bei der Schiffbrücke.

1908 wurde das Dampfschiff Alexandra in Dienst gestellt. Das maritime Wahrzeichen Flensburgs liegt bis zu unserer heutigen Zeit an der Schiffbrücke, im Bereich vom Historischen Hafen, wie dieser Abschnitt des Hafens mittlerweile genannt wird. Nach dem Ersten Weltkrieg und etwas später der Abtretung Nordschleswigs an Dänemark am 15. Juni 1920 war die wirtschaftliche Situation in Flensburg angespannt. Im Oluf-Samson-Gang, einer Straße die von der Schiffbrücke abgeht, setzte sich ab 1918 die Prostitution fest.

### Neugestaltung ab den 1930er Jahren
1931 wurde nun schließlich der nahegelegene Zentraler Omnibusbahnhof Flensburg (ZOB) eingeweiht. Der Kraftverkehr war nun wichtiger geworden. Neue Straßen entstanden und alte Straßen wurden folglich schrittweise ausgebaut. Auch die Schiffbrücke verwandelte sich wohl irgendwann in dieser Zeit zu einer Straße, die mit Autos gut befahrbar war. Am 12. Dezember 1935 wurde ein neues Bohlwerk an einem Teil der Schiffbrücke seiner Bestimmung übergeben. Das langwierige und kostspielige Bauvorhaben entstand wohl im Rahmen einer Arbeitsbeschaffungsmaßnahme. Am 2. April 1937 fand in Folge das Richtfest für die neue Fördebrücke am Schiffbrückplatz statt. Dafür wurde der alte dort stehende Dampfschiffpavillon abgerissen und ein neuer von der Förde Reederei errichtet. Daneben wurden ein Zollabfertigungsgebäude errichtet und zwei Anlegebrücken für die Schiffe gebaut.
Am 1. April 1955 wurde an der Schiffbrücke die Erneuerung der Kaianlagen beziehungsweise des Bohlwerkes vollendet. – In den 1950er Jahren entstand mit der Nordstraße offenbar die Bundesstraße 199 im Bereich von Flensburg. Die Straße Norderhofenden verlängert diese Bundesstraße zur Straße Schiffbrücke, welche in die Werftstraße mündet. Weitere Straßen schließen sich an und führen bis zum Grenzübergang Krusau-Kupfermühle. Diese Straßenverbindung wurde wohl in dieser Zeit ebenfalls als Hauptstraße ausgebaut. Diese Hauptverkehrsstraße, die beim ZOB beginnt und bei der Grenze endete, war offenbar eine Zeit lang sogar Teil einer Europastraße. 1968 wurde zur Entlastung die Westtangente gebaut, welche die Rolle der besagten Europastraße übernahm und heute als Bundesstraße 200 fungiert. Eine weitere Entlastung der Flensburger Innenstadt wurde zudem durch die Bundesautobahn 7 (Europastraße 45) und später durch die 2006 fertiggestellte Osttangente ermöglicht. Irgendwann in der Nachkriegszeit, vermutlich in den 1960er Jahren, entstanden zur Wasserseite hin an der Schiffbrücke eine ganze Anzahl von Parkplätzen. In den 1990er Jahren wurde die Schiffbrücke abermals zur Wasserseite stark umgestaltet.
1972 wurde zum 100-jährigen Jubiläum des Verschönerungsvereins Flensburg ein Wettbewerb für eine neue Skulptur veranstaltet. Es gewann der Entwurf von Hermann Menzel und Harald Egler, zwei Lehrern von der Werkkunstschule Flensburg. Der Entwurf der Windsbraut wurde umgesetzt und auf dem Schiffbrückplatz aufgestellt. Die Windsbraut stammt aus der germanischen Mythologie und stellt eine Personifikation eines wild wirbelnden Sturmwindes dar.

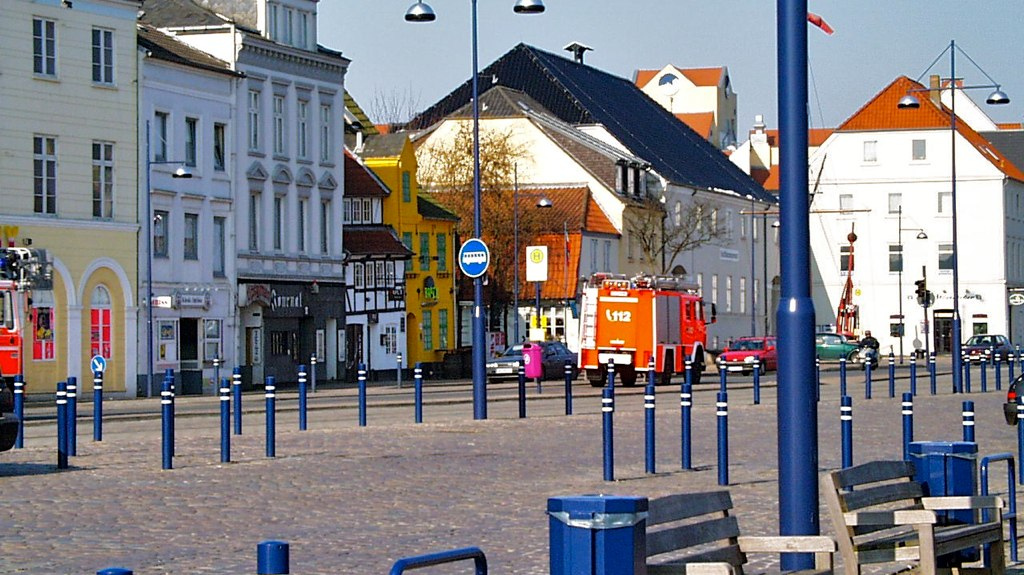
Die 2009 noch florierende Küste

### Amüsier- und Partymeile „an der Küste“
Ungefähr in den 1970er Jahren wandelte sich die Schiffbrücke verstärkt zur Amüsier- und Partymeile, die in erster Linie auch die am Marinestützpunkt Flensburg-Mürwik stationierten Soldaten besuchten. Seither reih(t)en sich Kneipen, Restaurants, Gastwirtschaften, Diskotheken, Tanzbars und ähnliche Einrichtungen hier aneinander. Vor allem der im Grenzhandel erfolgreiche Kaufmann Kay Uwe Jensen (1944–2015) begann damit, die Marktlücke im Flensburger Nachtleben zu füllen und investierte sein Geld in Betriebe an der Schiffbrücke: darunter die Rote Laterne, die Kogge, das Kult, das Journal, die Diskothek Crypton (der spätere Speicher), das Jazz House Burbon Street und das Mont Martre sowie das Eros Center im Kayser’s Hof. Am 4. Juli 1984 eröffnete an der Schiffbrücke 32c das Crypton – der Name leitete sich von der gleichnamigen Mannheimer Funk, Soul & Partyband ab. Die erste Großdiskothek in der Stadt schloss Mitte der 1990er Jahre, später zog dort der Rockpalast Speicher ein. Bekannt wurde in den 1980er Jahren auch das Mirage, eine Popper-Diskothek, in der die DJs Popmusik, Wave, Funk und Rap auflegten. Die Generation Golf ließ später noch auf Revival-Partys (Mirage Party Flensburg) in der MAX-Discothek (ehem. Uldall-Gebäude in der Schiffbrücke 50) die Atmosphäre damaliger Zeiten wiederaufleben.
Insbesondere ebendieser Bereich der Straße mit Gaststätten und Tanzlokalen wird als Küste oder Goldküste bezeichnet, wobei die Äußerung „Heute Abend bin ich an der Küste“ heutzutage für einen Flensburger gewöhnlich bedeutet, dass er eines der Lokale, Diskotheken etc. an der Schiffbrücke besuchen will und nicht, dass er an einen der Strände zieht.
In den 1980er Jahren begann die Sanierung und das Zurückdrängen der Prostitution aus dem Oluf-Samson-Gang. Gleichzeitig wurde an der Schiffbrücke das Eroscenter eröffnet, das bis in die 1990er Jahre bestand. Nach dem Wegzug der Marineeinheiten und dem Wegfall der Butterfahrten, die den Hafen und den Tourismus belebten, verlor die Amüsiermeile an Bedeutung. Mit steigenden Studentenzahlen an der Universität Flensburg sowie der Fachhochschule Flensburg konnte sich die Schiffbrücke Anfang der 2000er Jahre aber weiterhin behaupten. In dieser Zeit erhielt der Rockpalast Speicher die Auflage, eine Lärmschutzwand hin zum Oluf-Samson-Gang zu errichten, wo schrittweise neue Eigentümer eingezogen waren. Bereits am 24. Oktober 2002 musste die Kult-Disco Roxy in der nahegelegenen Norderstraße schließen. Um 2006 begann die Stadt das Kulturzentrum Kühlhaus im damals menschenleeren Bahnhofsviertel zu fördern, dessen Programmangebot sich ebenfalls stark an Studenten ausrichtet. Im Flensburger Rathaus begannen Planungen an einem der Schwerpunkte der Küste, ein Hotel anzusiedeln. 2014 begannen die Abrissarbeiten in dem Bereich, wo sich der Hof des Speichers befand. Er musste dem Projekt weichen.

### Offizielle Umbenennung des Schiffbrückplatzes in Willy-Brandt-Platz
Am 27. November 1997 wurde der Schiffbrückplatz offiziell nach dem ehemaligen Bundeskanzler Willy Brandt in Willy-Brandt-Platz umbenannt. Der historische alte Name ist allerdings weiterhin im Gebrauch. Die am Platz liegenden Häuser nutzen entweder die Schiffbrücke oder die Schiffbrückstraße, die vom Schiffbrückplatz zum Nordermarkt führt, als Adressbestandteil.

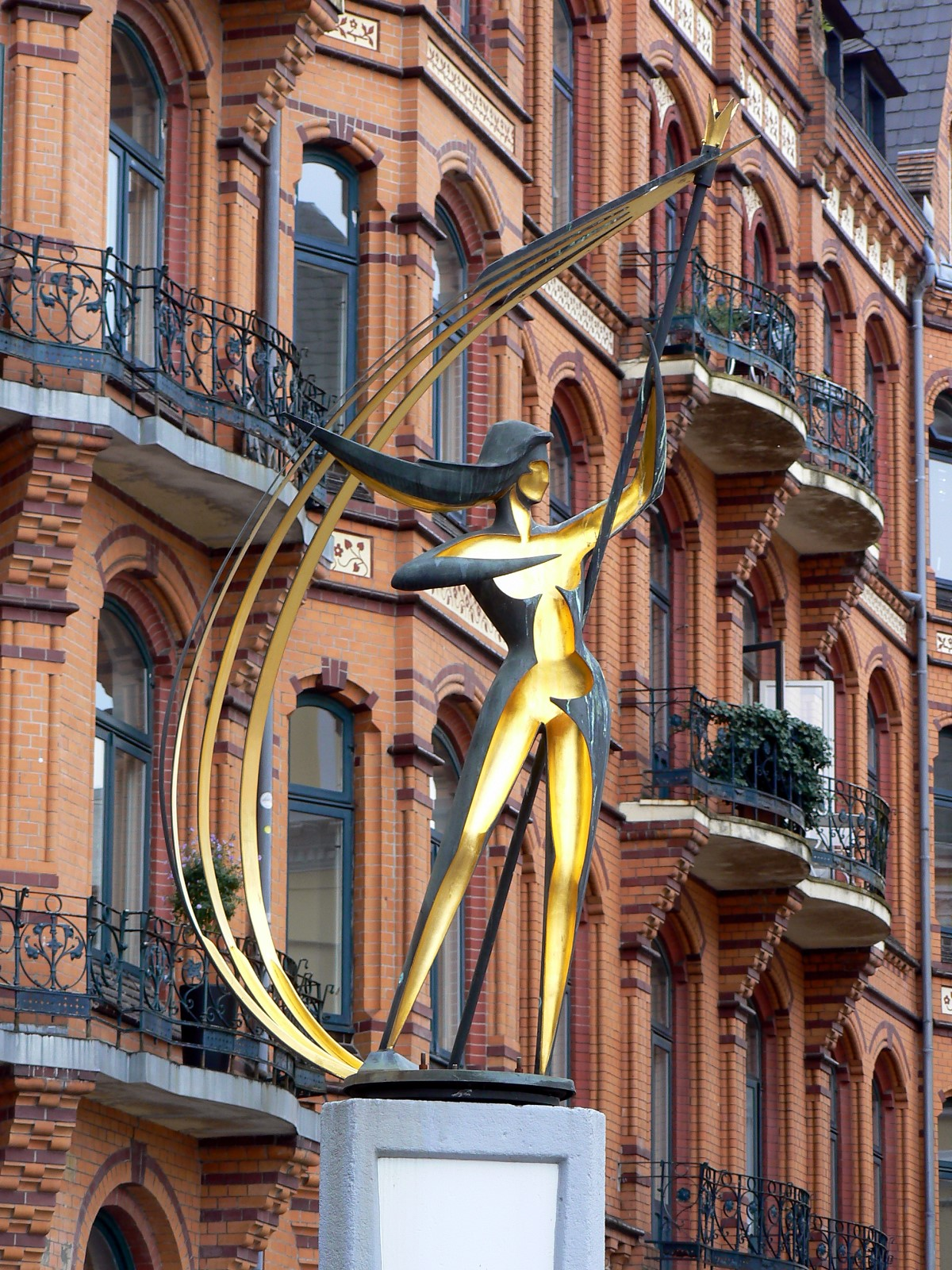
Die Skulptur der Windsbraut steht seit den 1970er Jahren auf dem Schiffbrückplatz.
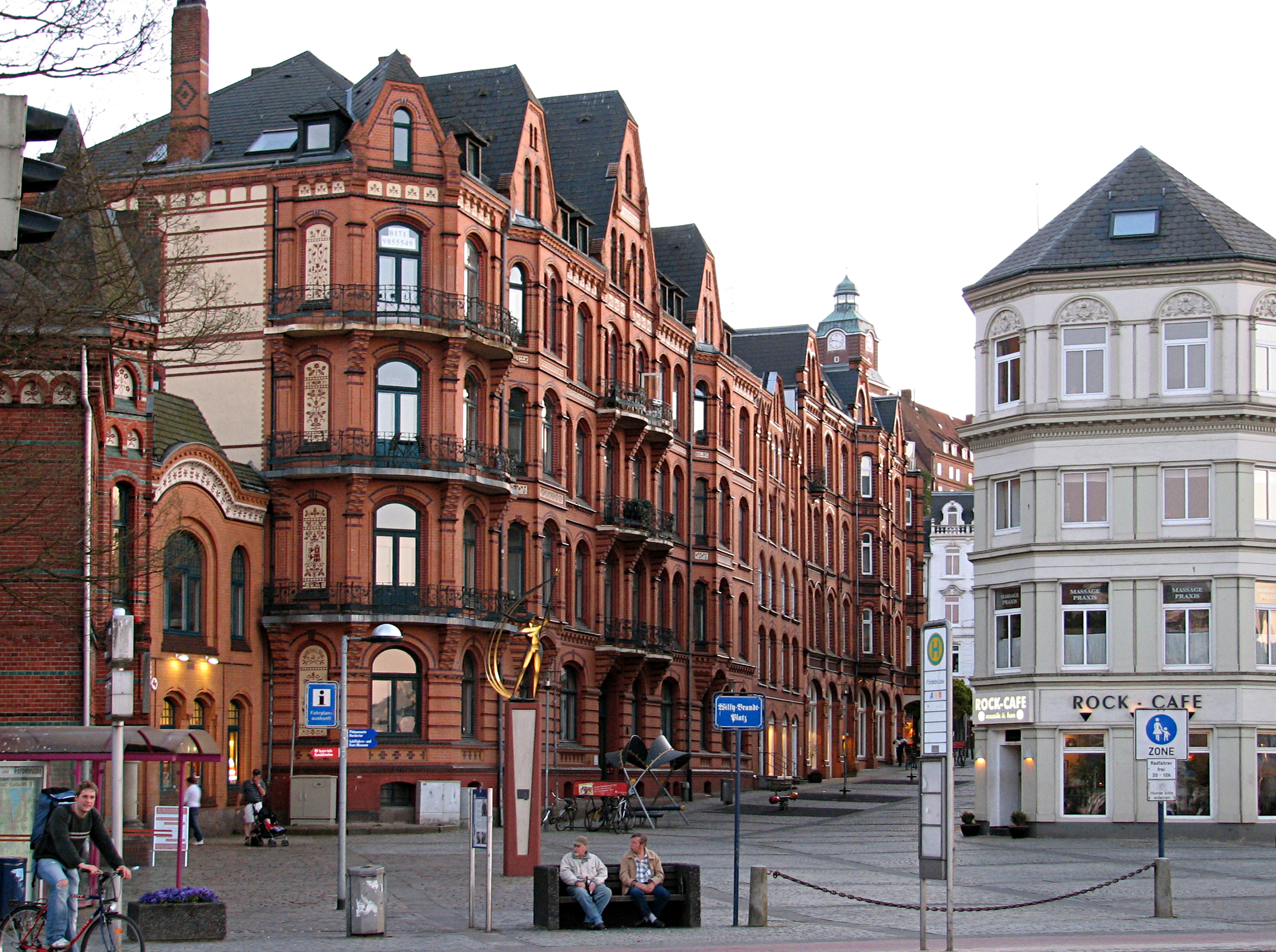
Der Platz (2006)
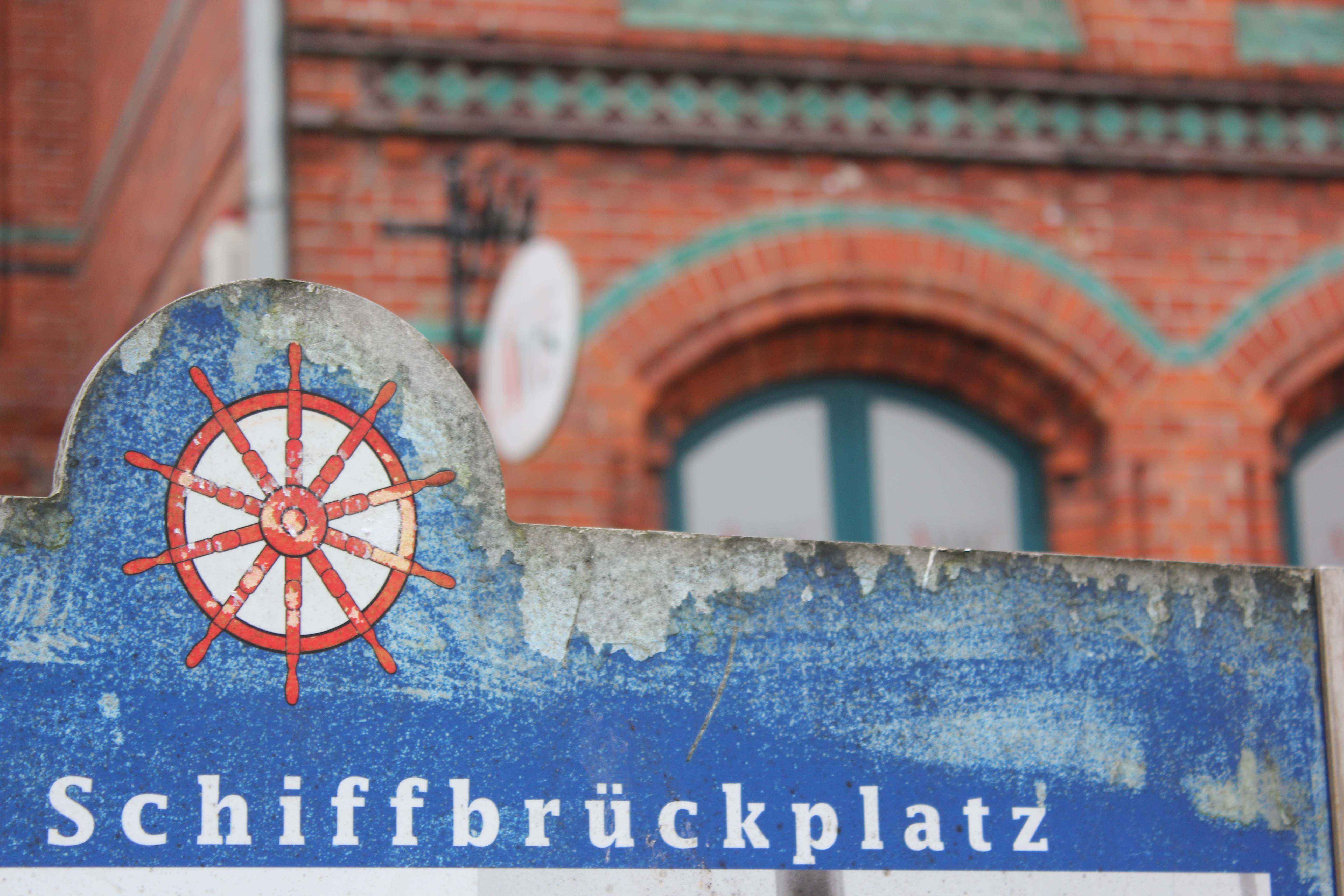
Schild mit dem alten Name des Platzes
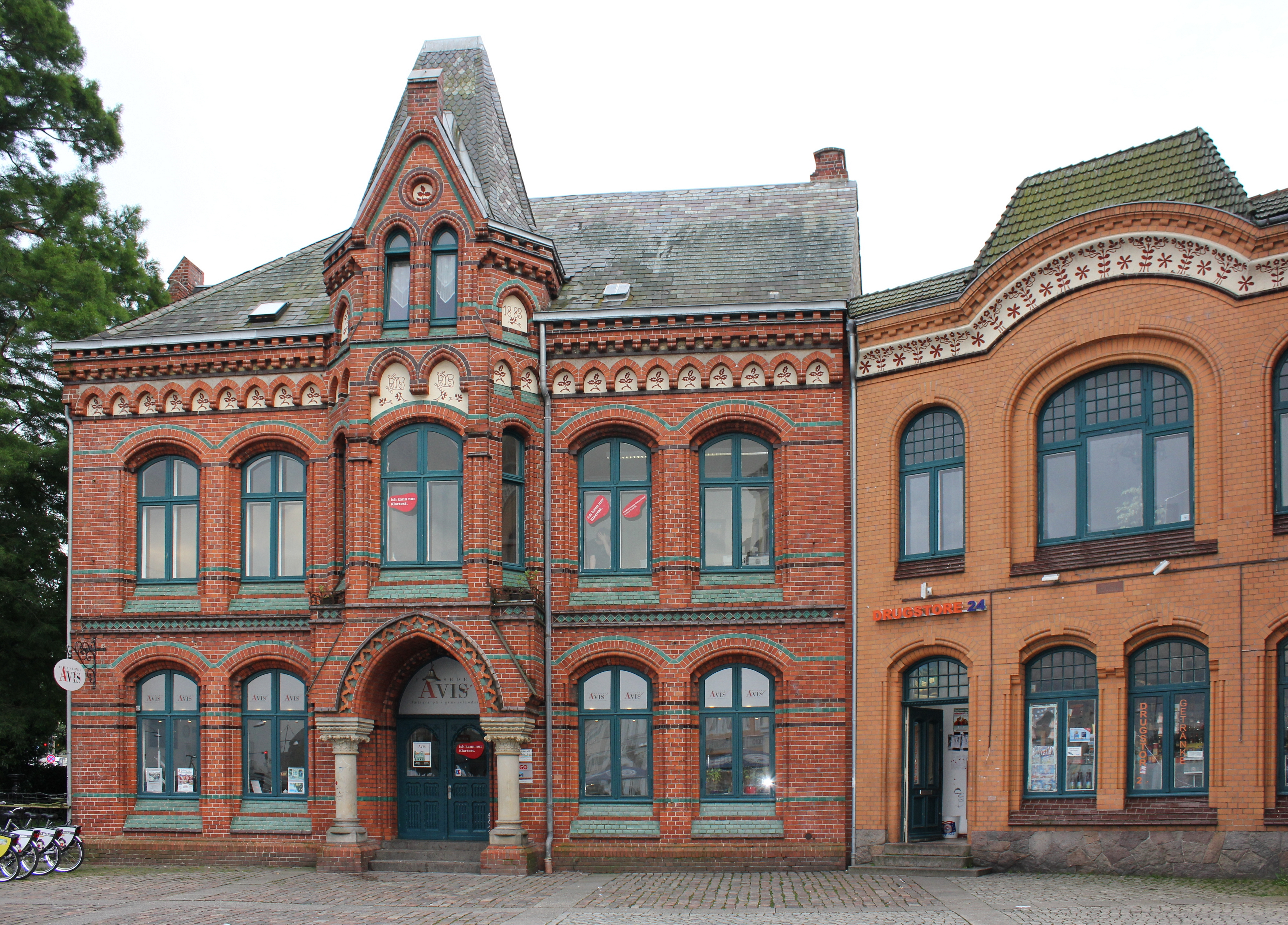
Gebäude am Schiffbrückplatz das als Polizeiwache bei Da kommt Kalle diente und in dem sich die Flensborg Avis befindet
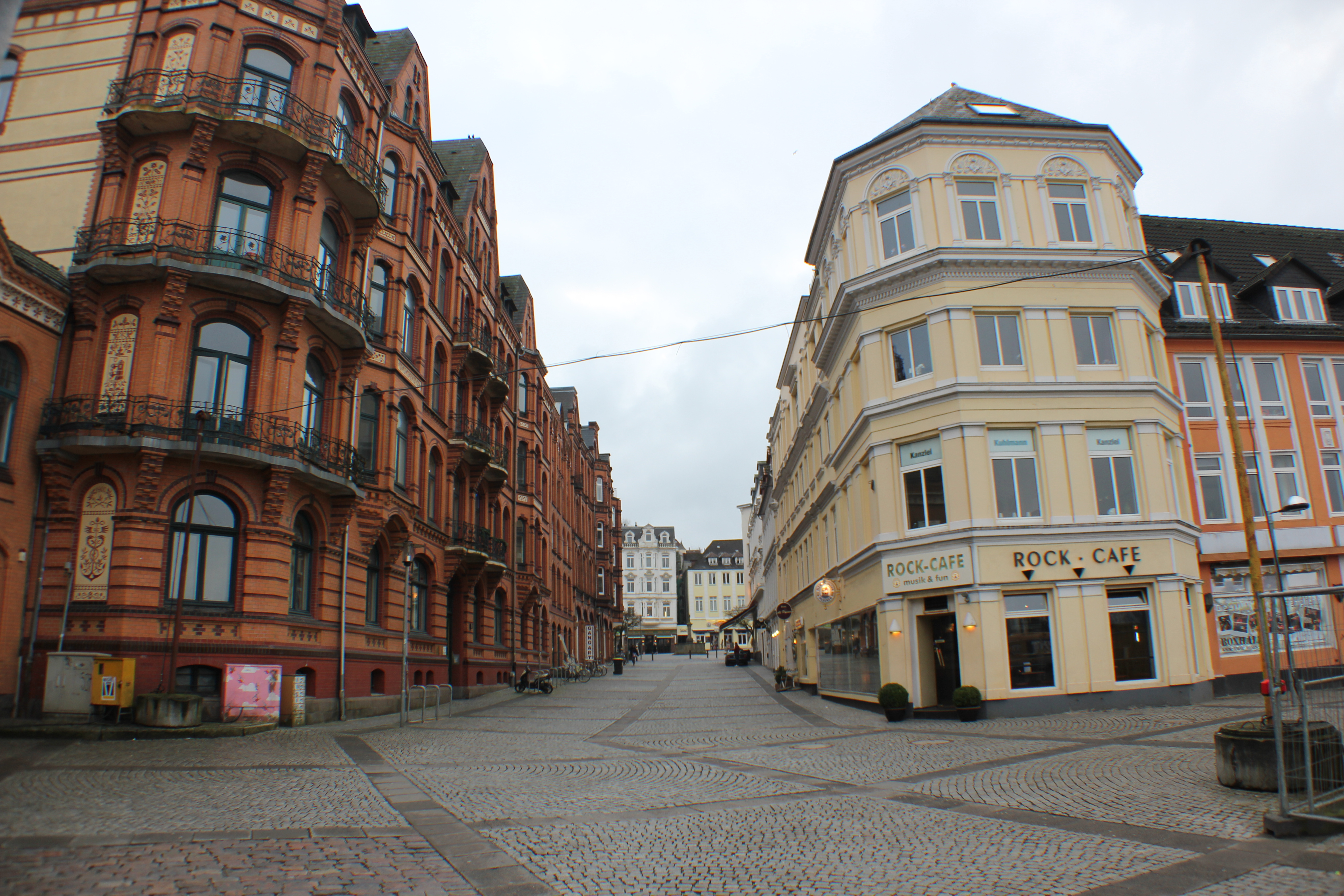
Ungefährer Standort der ehemaligen Schiffbrückenpforte der Flensburger Stadtbefestigung
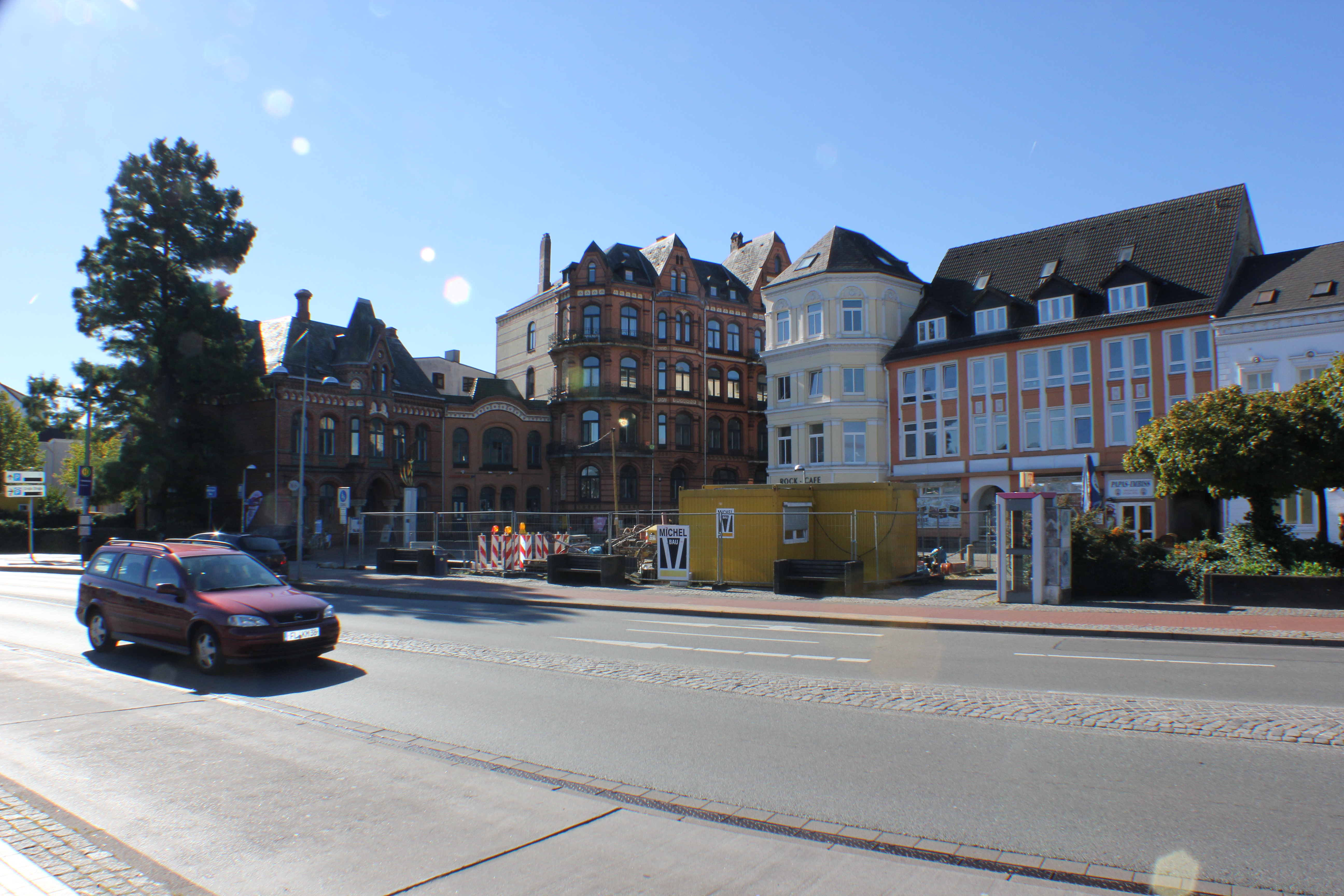
Baustelle auf dem Schiffbrückplatz an der Schiffbrücke (2013)

### Die Schiffbrücke im 21. Jahrhundert
Noch heute ist die Schiffbrücke weiterhin eine wichtige Hauptverkehrsader der Stadt. Die Parkplätze die an der Schiffbrücke in der Nachkriegszeit zur Wasserseite entstanden sind, existieren bis zum heutigen Tag und garantieren so weiterhin die Erreichbarkeit der Schiffbrücke. Bei Hochwasser wird die Schiffbrücke noch heutzutage ab und zu überflutet, da das Wasser wenn es bei Stürmen aus der Förde rausgedrückt wurde, nach einigen Stunden wieder zurückschwappt.

## Bereiche und Bauten an der Schiffbrücke

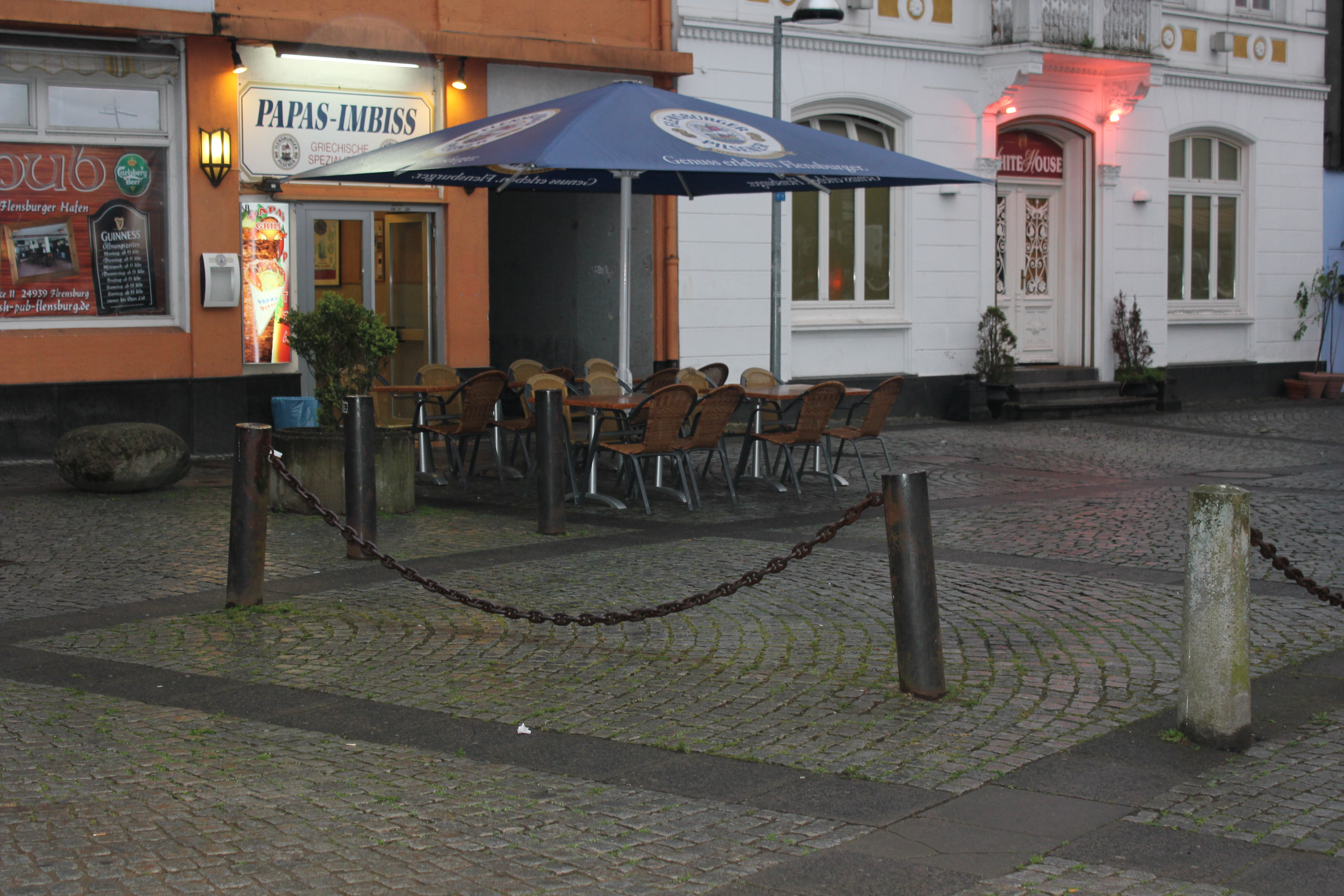
Papas Imbiss, Schiffbrücke 4: Wo seit den 1970er Jahren Touristen wie einheimische Nachtschwärmer Gyros Pita verzehren. (Foto 2014)

- Papas Imbiss, bekannt ist die „wohl schmalste Pitafabrik Flensburgs“[46] für Gyros Pita (Schiffbrücke 4)
- Kompagnietor, ein altes Stadttor zum Hafen (Schiffbrücke 12)
- Hansens Brauerei, ein Gasthaus mit Brauerei, in dem früher sich das Rumhaus Sonnberg befand (Schiffbrücke 16)
- Fahnen-Fischer ist ein traditioneller Fahnenverkaufsladen, der unter anderem auch Fahnen der Stadt Flensburg verkauft. (Schiffbrücke 23)
- Oluf-Samson-Gang, Gang der von der Schiffbrücke abgeht. Am unteren Ende des Gangs liegt mit Onkel Jule eine sehr alte Hafenkneipe.
- Kaysers Hof, ehemaliges Hotelgebäude, das seit 1981 bis in die 1990er Jahre als Bordell diente (Schiffbrücke 32).[7] Nach Wünschen und Diskussionen im Rathaus hinsichtlich eines 4-Sterne-Hotels wurde damit begonnen im alten Rotlicht-Viertel, einen neuen Hotelbetrieb einzurichten. Die Diskothek Speicher im Hinterhof, wurde trotz positiven Images als erstes abgerissen.[47] Vom vorderen Bereich soll das Gebäude, das früher als Eroscenter diente, für die Unterbringung der Gäste umgebaut werden. Die Gebäude daneben sollen wohl der Verwaltung, als Aufenthaltsräume etc. dienen.[48][49]
- Fisch-Großhandlung Jens Andersen war ein zunächst auf Seefische spezialisierter Großhandel, der im Jahre 1925 von dem Schiffsingenieur Carl Julius Andersen übernommen wurde. Im Laufe der Jahre spezialisierte sich der Betrieb auf den Versand von Muscheln und konnte 1955 sein fünfundsiebzigjähriges Bestehen feiern. Nach über 90 Jahren wurde der Betrieb Anfang der 1970er Jahre aufgegeben. Harry Andersen (Enkel von Jens Andersen und Sohn von Carl Julius Andersen) konnte 2022 seinen 100. Geburtstag in seinem inzwischen zum Ensemble des Hotel Hafen Flensburg gehörenden Geburtshaus feiern.[50][51] (Schiffbrücke 35)
- Herrenstall, historische Gasse, die von der Schiffbrücke abgeht und in der die Herren (Ritter) der Duburg ihre Pferde gehabt haben sollen.
- Schifffahrtsmuseum Flensburg, Museum zur Schifffahrt, insbesondere zu der Flensburgs (Schiffbrücke 39)
- Museumswerft Flensburg, kleine Werft, insbesondere für alte und museale Schiffe, wie auch für Nachbauten alter Schiffe (Schiffbrücke 43)
- Rote Laterne, ehemaliges Nachtlokal mit Erotik-Cabaret, das bis in die 1970er Jahre geöffnet hatte.[52] Nach jahrelangem Leerstand[53] wurde das Gebäude 2007[54] durch das Bauunternehmen Höft saniert[55] und der Hof Rote Laterne mit Bebauung hinzugefügt, wo die Bequa, eine Beschäftigungs- und Qualifizierungsgesellschaft die von der Bundesagentur für Arbeit und dem Jobcenter gefördert wird,[56] angesiedelt wurde. (Die Rote Laterne befindet sich in der Schiffbrücke 47)
- Max-Disco, Nach dem weitgehenden Umbau eines modernen Nachkriegsbaus für das traditionsreiche Kaufhaus Uldall,[57] das heute schon lange nicht mehr existiert, entstand ungefähr Anfang der 1990er Jahre die Diskothek Tower.[58][59] An deren Adresse (Schiffbrücke 50) befindet sich in Nachfolge die heutige Max-Disco.[60]
- Volksbad Flensburg, ein Veranstaltungszentrum (Schiffbrücke 67)
- Parkplatzbereich an der Schiffbrücke, er dient als Mehrzweckfläche. Bei Hafenfesten werden dort Hot-Dog- und Imbiss-Buden sowie andere Stände aufgebaut.
- Flensburger Hafenbahn, die Bahnanlage Flensburgs, die den Hafen erschließt.

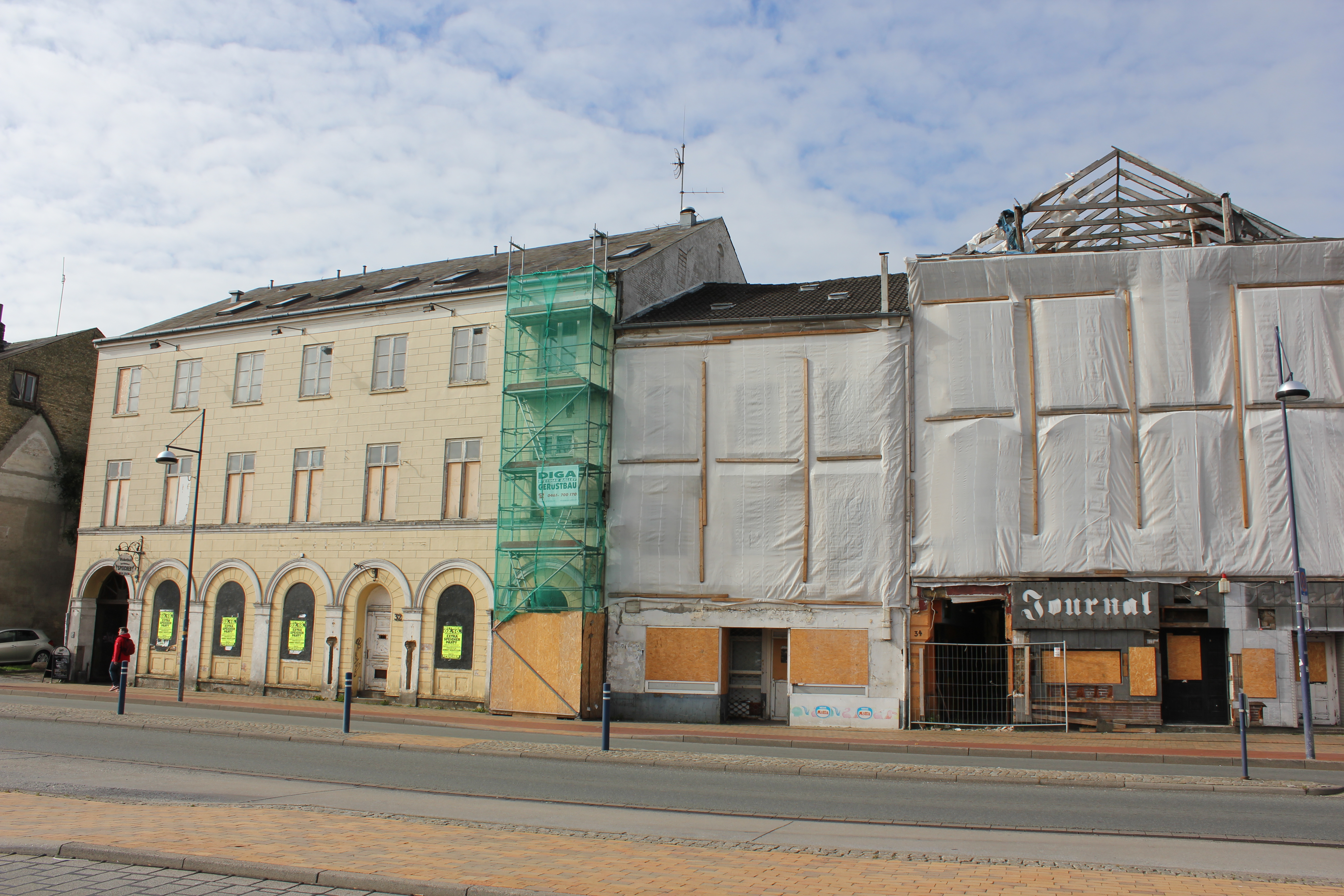
Links der um 1850 erbaute Kaysers Hof, der eine ganze Zeit lang als Eroscenter diente. Im Gebäude rechts befand sich das Lokal Journal und eine American Tabledance Bar. (Foto 2013, vor Sanierung und Neubau)
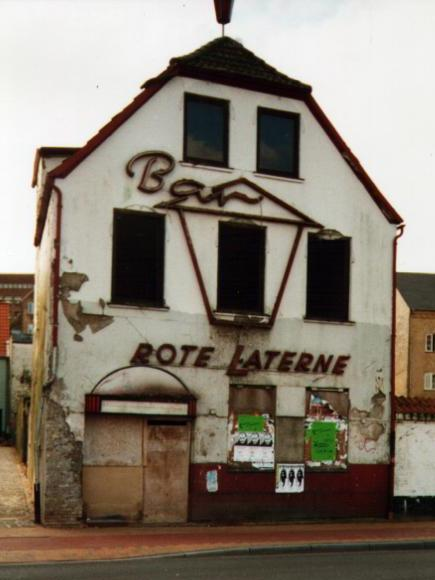
Das unrenovierte Nachtlokal Rote Laterne 2006. In diesem Zustand diente sie auch als Filmmotiv im Spielfilm Die blaue Grenze.
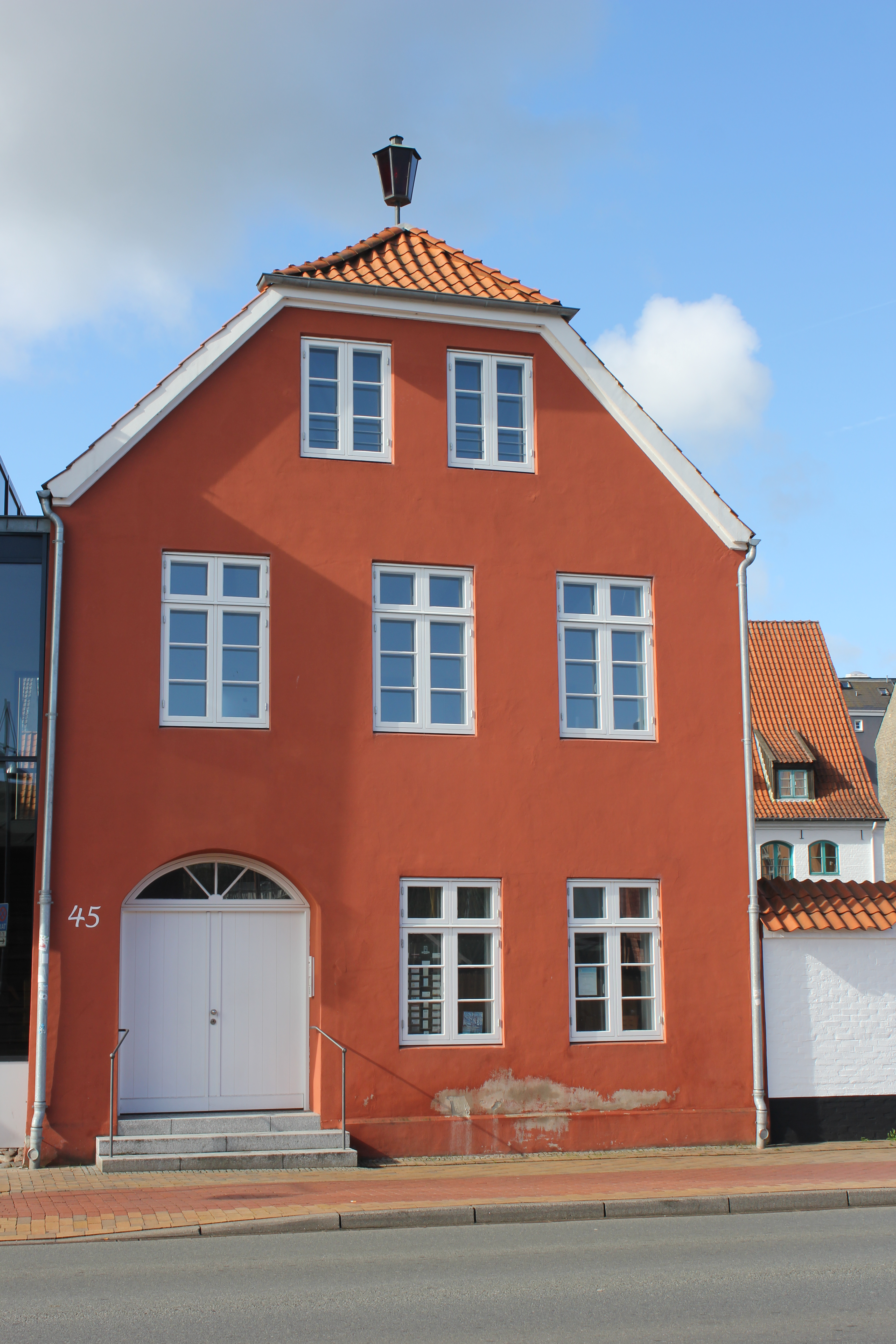
Die Rote Laterne im Jahr 2013 im heutigen renovierten Zustand
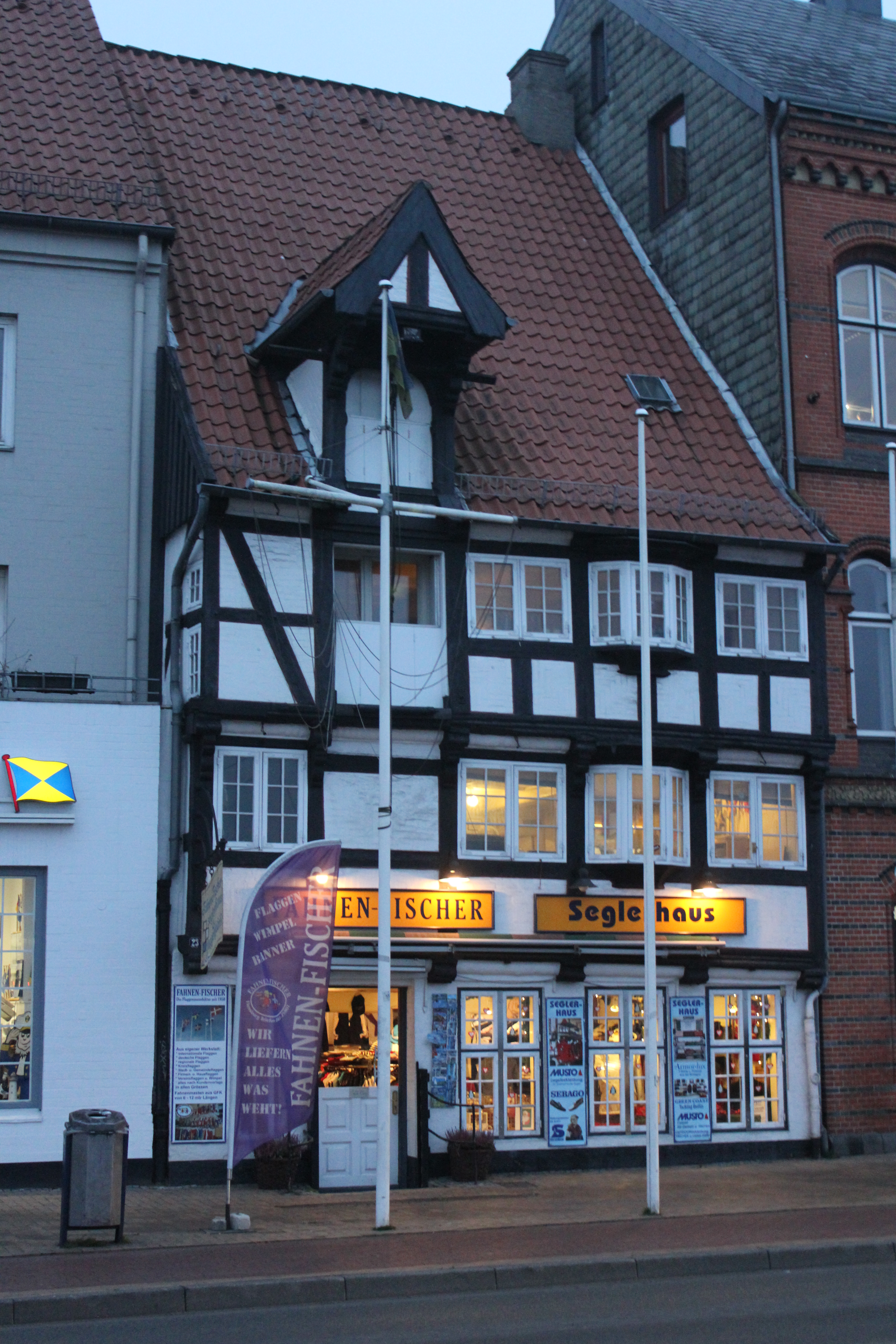
Segelmacherei bzw. Fahnen-Fischer in einem der alten historischen Gebäude der Straße (Schiffbrücke 23)
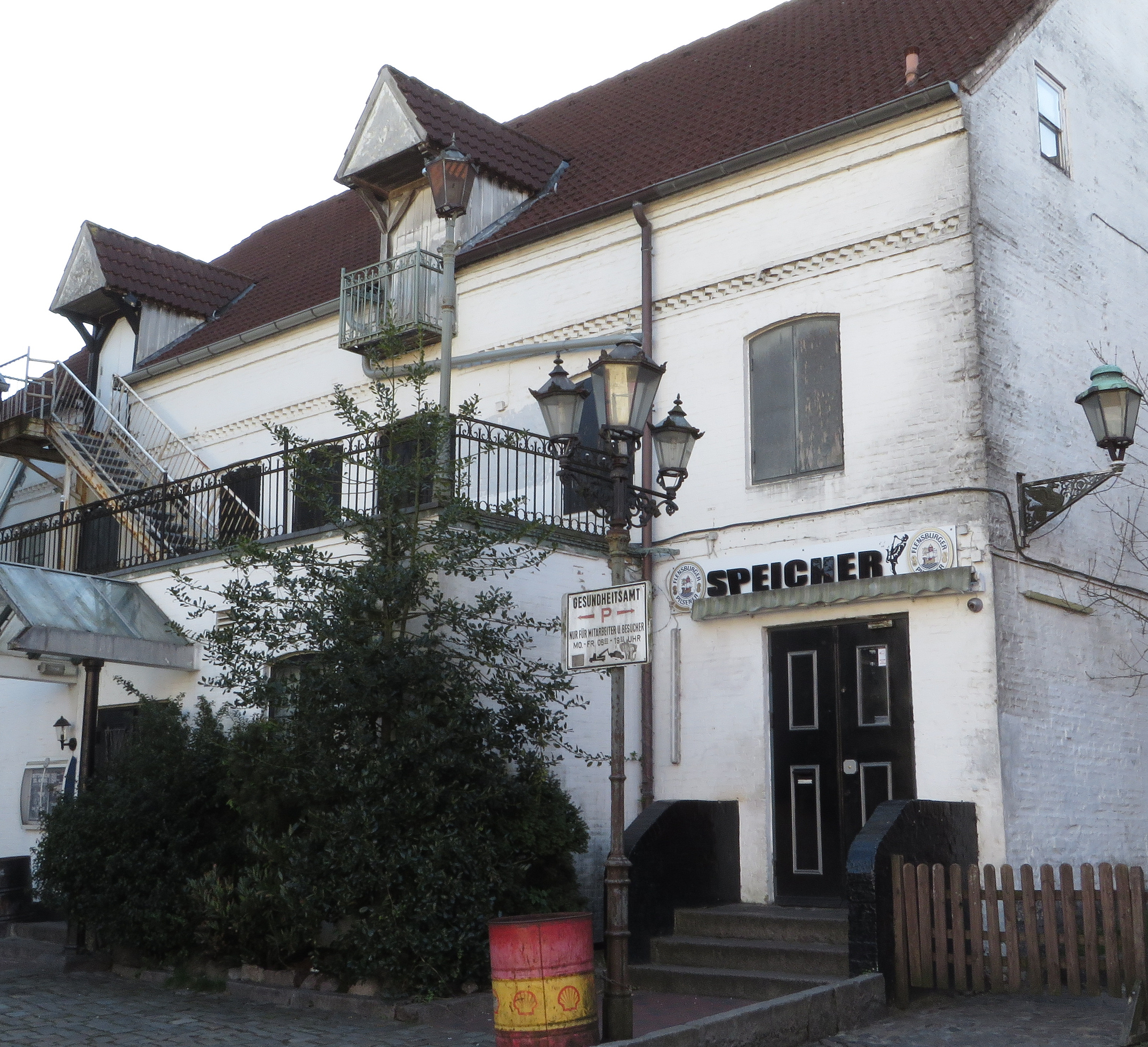
Der Speicher, Schiffbrücke 32c war über viele Jahre eine bekannte Diskothek der Stadt (Foto 2014)